# تشارلز بيكر آدامز
تشارلز بيكر آدامز (بالإنجليزية: Charles Baker Adams)‏ (و. 1814 – 1853 م) هو جيولوجي، وعالم طبيعة، ومربي، وكيميائي، وعالم حيواني، وعالم فلك، وأستاذ جامعي، من الولايات المتحدة الأمريكية، ولد في ماساتشوستس، كان عضوًا في الأكاديمية الأمريكية للفنون والعلوم، توفي عن عمر يناهز 39 عاماً.

## التعليم
تعلم في كلية أمهرست.